# 정영진
정영진(1965년 11월 22일 ~)은 태평양 돌핀스의 전 야구 선수다.

## 출신 학교
- 충장중학교
- 광주제일고등학교
- 고려대학교

## 같이 보기
- 1993년 태평양 돌핀스 시즌